# Mohammed Achik
Mohamed Abdelhak Achik (en árabe : محمد عشيق) (Marruecos, 1 de febrero de 1965) es un deportista olímpico marroquí que compitió en boxeo, en la categoría de peso gallo y que consiguió la medalla de bronce en los Juegos Olímpicos de Barcelona 1992.

## Palmarés internacional
| Juegos Olímpicos | Juegos Olímpicos   | Juegos Olímpicos  | Juegos Olímpicos |
| Año              | Lugar              | Medalla           | Prueba           |
| ---------------- | ------------------ | ----------------- | ---------------- |
| 1992             | Barcelona (España) | Medalla de bronce | Peso gallo       |